# Tielen

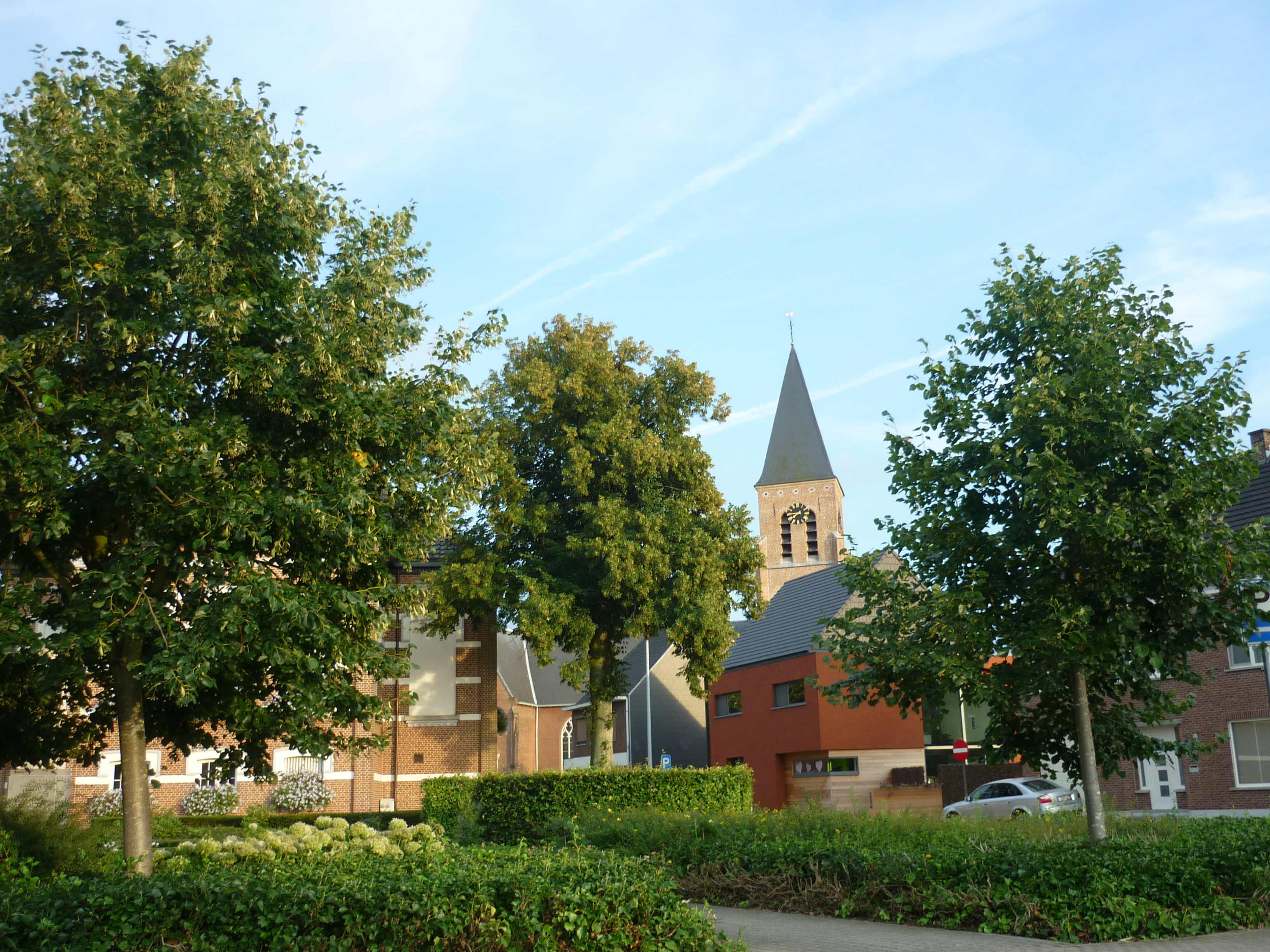
Vista del pueblo central

Tielen es un pueblo de la provincia de Amberes, en Flandes, Bélgica. Forma parte de la municipalidad de Kasterlee. El pueblo más cercano es el pueblo vecino de Turnhout. Otros pueblos vecinos son Vosselaar, Lichtaart, Poederlee, Lille y Gierle. 
Las fronteras de Tielen estás delimitadas por dos ríos: el Aa y el Kaliebeek. Casi un tercio del pueblo está cubierto con pinos, brazales y pantanos, típicos del área de Campine. El resto de sus 1.371 hectáreas tiene un uso mayormente residencial y para la agricultura.
- Datos: Q2532912
- Multimedia: Tielen (Belgium) / Q2532912